# حصن الصيادين

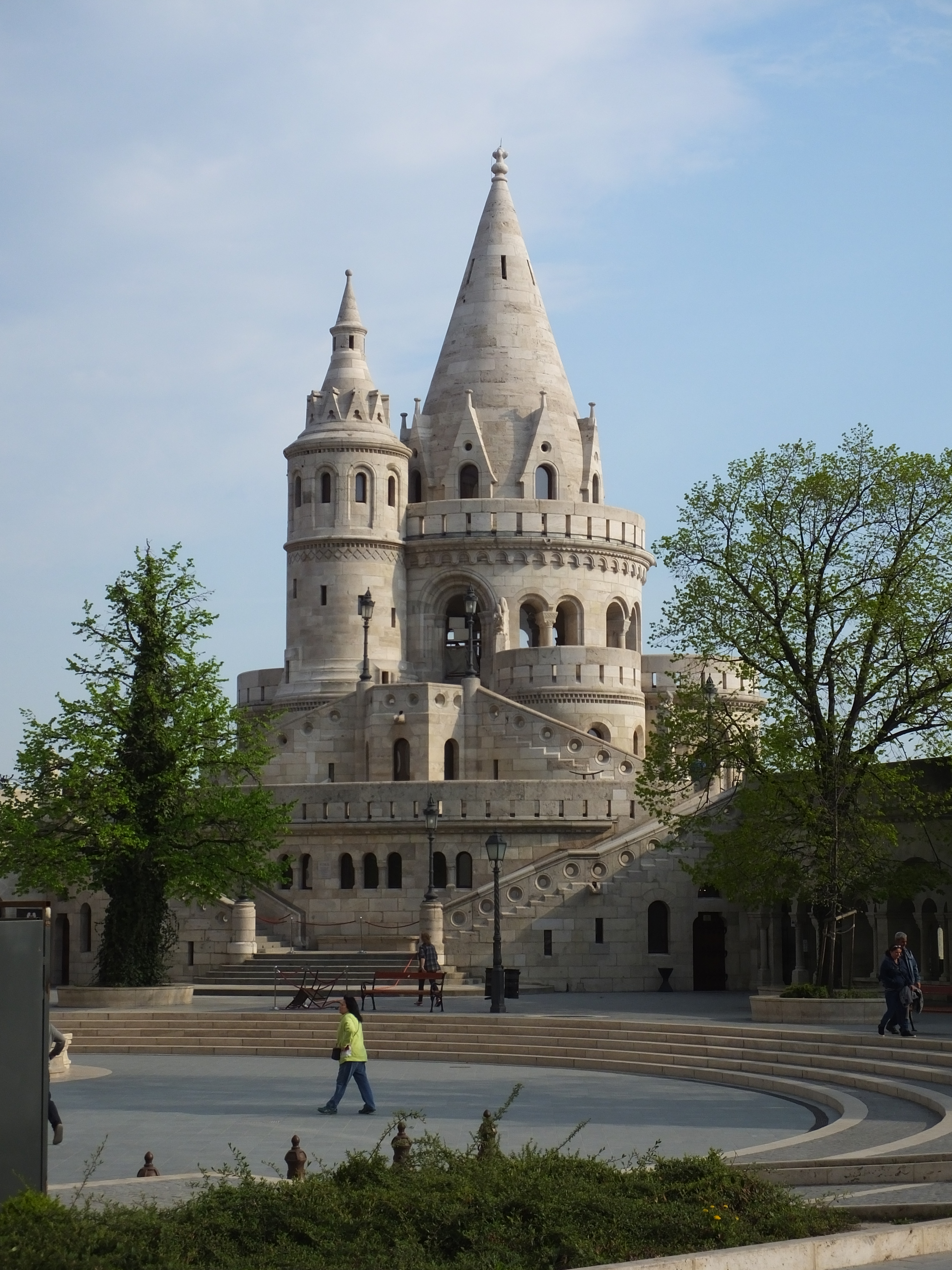
حصن الصيادين 2017

حصن الصيادين (بالمجرية: Halászbástya)‏ هو واحد من أشهر المعالم الأثرية في بودابست -عاصمة المجر- يقع قرب قلعة بودا. بُنيت الجدران الأصلية في العقد الأول من القرن الثامن عشر والتي تشكل جزءًا من جدران القلعة. بُني الهيكل الحالي بين عامي 1895 و1902، على نمط العمارة الرومانسكية الجديدة على يد المهندس فريجيس شوليك الذي أشرف على ترميم كنيسة ماتياس. في عام 1987 أصبح واحد من مواقع التراث العالمي في بودابست كجزء من منطقة فاركيروليت (منطقة قلعة بودا).